# Meike Evers-Rölver
Pour les articles homonymes, voir Evers.
Meike Evers est une rameuse allemande, née le 6 juin 1977.

## Palmarès

### Aviron aux Jeux olympiques
- 2004 à Athènes,  Grèce
  -  Médaille d'or en quatre de couple
- 2000 à Sydney,  Australie
  -  Médaille d'or en quatre de couple

### Championnats du monde
- 1999 à Saint Catharines,  Canada
  -  Médaille d'or en quatre de couple
- 1997 à Aiguebelette-le-Lac,  France
  -  Médaille d'or en deux de couple